# Крейдований папір
Крейдо́ваний папі́р — папір, вкритий шаром, що складається з каоліну (різновид білої глини), бланфікса (білого пігменту, отриманого із сірчанокислого барію) та казеїну або желатину.
Для крейдування використовують папір (основу) з біленої целюлози. Нанесення покриття на папір-основу здійснюють на спеціальних машинах в декілька прийомів.
Крейдований папір звичайно застосовують для багатобарвного друку, він незамінний у три- та чотириколірному друці. Для друкування поштових марок застосовують папір, крейдований лише з одного боку.